# Anke Jannie Landman
Pour les articles homonymes, voir Landman.
Anke Jannie Landman est une patineuse de vitesse sur piste courte néerlandaise.

## Biographie
Elle participe aux Jeux olympiques de 1994 et 1998.